# Liste des opérations militaires impliquant la France
- Territoire National (13 000)
- Forces de Souveraineté (7 150) : Guyane (2 100) / Mayotte/La Réunion (1 700) / Nouvelle-Calédonie (1 450) / Antilles (1 000) / Polynésie française (900)
- Forces de Présence (3 750) : Djibouti (1 450) / Côte d'Ivoire (950) / Émirats Arabes Unis (650) / Sénégal (350) / Gabon (350)
- Opération Barkhane (5 100) : Mauritanie / Mali / Burkina Faso / Niger / Tchad
- Opération Chammal (600) : Syrie / Irak
- Engagement sous l'OTAN (400) : Estonie / Lettonie / Lituanie
- Engagement Français sous l'ONU (740)
- Engagement Français sous l'UE (150)
- Missions Maritimes (4 050)

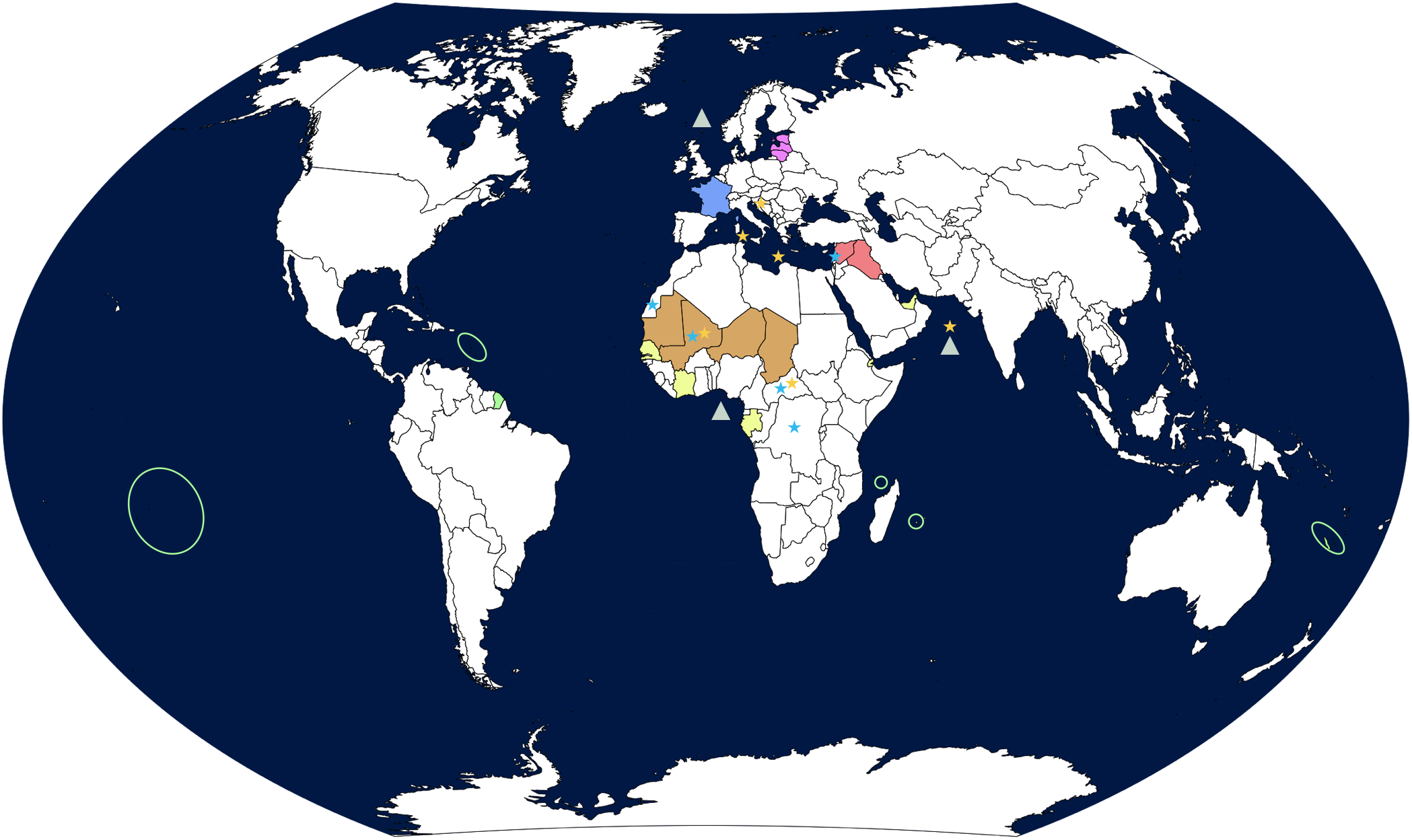
Déploiements opérationnels
des forces armées françaises en 2021
Territoire National (13000)
Forces de Souveraineté (7150) : Guyane (2100) / Mayotte/La Réunion (1700) / Nouvelle-Calédonie (1450) / Antilles (1000) / Polynésie française (900)
Forces de Présence (3750) : Djibouti (1450) / Côte d'Ivoire (950) / Émirats Arabes Unis (650) / Sénégal (350) / Gabon (350)
Opération Barkhane (5100) : Mauritanie / Mali / Burkina Faso / Niger / Tchad
Opération Chammal (600) : Syrie / Irak
Engagement sous l'OTAN (400) : Estonie / Lettonie / Lituanie
Engagement Français sous l'ONU (740)
Engagement Français sous l'UE (150)
Missions Maritimes (4050)

La liste des opérations militaires impliquant la France recense les opérations en dehors du territoire national dans lesquelles les forces armées françaises ont été engagées depuis la fin de la guerre d'Algérie et de l'empire colonial, du début des années 1960 jusqu'à nos jours.
Qualifiées d'opérations extérieures (OPEX), ces opérations militaires ponctuelles succèdent aux guerres de décolonisation. Elles revêtent des formes variées s'agissant de leur objectif, de leur cadre d'engagement ou de commandement, de leur durée ou encore des moyens engagés.
L'origine du terme d'OPEX, dont l'usage s'impose dans les années 2000, provient de l'expression « Théatre d'opérations extérieures » utilisée pour désigner la présence militaire française dans l'entre-deux-guerres en Afrique, en Pologne, au Moyen-orient et au Maroc.

## Définition et contexte d'ensemble

### Définition
Il n'existe pas de définition officielle d'une « opération extérieure ». La définition la plus fréquemment utilisée est celle qui figure dans le rapport Thorette relatif à la construction du monument OPEX : « est qualifié d’opération extérieure tout emploi des forces armées hors du territoire national (qu’elles soient déployées sur le théâtre ou opèrent à partir du sol français), dans un contexte caractérisé par l’existence de menaces ou de risques susceptibles de porter atteinte à l’intégrité physique des militaires. »,.
Depuis la fin des années 1990, la décision de qualification d'« opération extérieure » est prise par la voie d'un arrêté interministériel) qui précise la zone géographique ainsi que la période concernée. Toutes les interventions militaires de la France en dehors de son territoire ne sont donc pas administrativement des OPEX.
La qualification d'OPEX a des implications sur le plan social, par exemple concernant l'attribution de la carte du combattant, et sur le plan pénal, car elle protège juridiquement les militaires faisant usage de la force armée.

### OPEX durant la guerre froide
Depuis la fin de la guerre d'Algérie et jusqu'à la fin de la guerre froide, les OPEX conduites par la France ou auxquelles elle participe se situent principalement en Afrique. Après une réorganisation des forces, la France consacre l'essentiel de ses moyens militaires à sa force de dissuasion nucléaire et aux forces terrestres (FFA) et aériennes (FATac) destinées à défendre le territoire national contre une éventuelle attaque venue de l'Est. Mais la France entend conserver son rôle de « protecteur » des jeunes États indépendants de son « pré carré » africain, exposés à des agressions extérieures ou à des troubles intérieurs. La France intervient seule en Afrique, au titre des accords de défense ou d'assistance qu'elle a signés avec ses anciennes colonies. Depuis le début des années 1960 jusqu'à la mi-août 1990, la France conduit une vingtaine d'OPEX en Afrique dont six au Tchad, trois au Zaïre et trois en République centrafricaine.
Durant cette même période, la France mène huit opérations au Liban, qui subit le contrecoup du conflit israélo-arabe, dans un but humanitaire ou en tant que participant à une force de maintien de la paix. Cette forte implication s'explique par les liens culturels, économiques et politiques forts qui unissent la France au Liban qui avait été administré sous mandat français dans l'entre-deux-guerres.
Enfin, la France demeure une puissance maritime à un double titre : elle possède des territoires outre-mer d'une part et elle dépend des voies maritimes internationales d'autre part, notamment pour ses approvisionnements énergétiques. Ce contexte crée les conditions pour que la France soit conduite à s'engager dans une troisième catégorie d'OPEX visant la protection de ses intérêts maritimes, en particulier dans les mers et golfes bordant la péninsule arabique. La France participe au déminage du canal de Suez en vue de sa réouverture en 1975, puis au déminage des golfes Persique et d'Oman en 1988-1989 lorsque prend fin la guerre Iran-Irak. Par ailleurs, la France projette des task-forces aéronavales pour protéger Djibouti ainsi que pour une démonstration de force vis-vis de l'Iran.

### OPEX depuis la fin de la guerre froide
L'effondrement de l'Union soviétique modifie profondément le paysage géopolitique du monde au début des années 1990, conduisant à une diversification des lieux et des cadres d'intervention de l'armée française. Si l'Afrique francophone demeure une zone stratégique pour la France, les évènements au Moyen-orient et en Europe l'amènent à y intervenir,.
L'invasion du Koweit par l'Irak dirigée par Saddam Hussein en août 1990 et la guerre du Golfe qui en découle marquent le début d'une nouvelle ère des interventions extérieures françaises : beaucoup plus fréquemment multinationales, dans le cadre de l'ONU, de l'OTAN, de l'UE/UEO ou d'une coalition formée pour l'occasion, elles revêtent parfois une ampleur inconnue durant les décennies précédentes. Daguet (Irak, 1990-1991) lors de la guerre du Golfe est une opération de guerre de haute intensité comme la France n'en avait pas connu depuis la fin de la guerre d'Algérie.
La France avait poussé à la réactivation de l'UEO au milieu des années 1980, dans l'objectif d'ajouter une dimension « sécurité et défense » au processus de coopération européenne, tout en réaffirmant la solidarité au sein de l'Alliance Atlantique. La guerre du Golfe est l'occasion de mettre en pratique cette volonté, avant même l'instauration de la Politique étrangère et de sécurité commune (PESC) par le traité de Maastricht instituant l'Union européenne. C'est ainsi que la surveillance de l'embargo à l'encontre de l'Irak par les marines européennes s'effectue dans un cadre opérationnel défini par l'UEO (opération Artimon, 1990-1994). Après la cessation des hostilités, le déminage des eaux du Koweït est également effectué sous mandat de l'UEO (Southern Breeze, 1991-1991),.
Pour la première fois depuis la Seconde Guerre mondiale, des OPEX sont menées en Europe, par suite des guerres en ex-Yougoslavie qui éclatent à partir de 1991 : la France y participe aux premières opérations de l'OTAN hors du territoire de ses États membres (Crécerelle / Deny Flight et Sharp Guard). L'Europe occidentale se doit de réagir pour minimiser les impacts humanitaires de ces conflits qui se déroulent à ses portes et tenter d'y mettre fin. En 1992-1993, la France participe à trois opérations maritimes coordonnées par l'UEO en mer Adriatique (Sharp Vigilance, Sharp Fence et Sharp Guard, cette dernière conjointe avec l'OTAN), et à l'opération Danube de police et de douane visant à aider la Hongrie dans la mise en œuvre de l'embargo décidé par l'ONU sur le Danube.
À partir de 2003, l'Union européenne reprend à son compte les opérations qu'elle lance dans le cadre de sa Politique européenne de sécurité et de défense (PESD). Les premières opérations militaires sont lancées dans ce nouveau cadre en 2003 (Altaïr / EUFOR Concordia) et en 2004 (Astrée/EUFOR Althea) toujours pour contribuer à la stabilisation de la situation en ex-Yougoslavie, mais aussi pour la première fois en Afrique (opération Artémis en RDC).
Membre permanent du Conseil de sécurité de l'ONU, la France se doit aussi de participer aux opérations de maintien de la paix sous commandement de l'ONU. Avec la fin de la guerre froide, le nombre d’opérations de maintien de la paix augmente rapidement. De plus en plus, les opérations de maintien de la paix, dont le but initial était de faciliter le règlement de conflits entre États, sont déployées pour faire face à des conflits intra-étatiques et à des guerres civiles. De même, les missions confiées aux « Casques bleus » deviennent plus diverses et plus complexes. De 1991 à 2020, la France participe à plus d'une trentaine d'opérations de maintien de la paix dirigées par l'ONU dont une quinzaine en Afrique,. La part prise par la France dans ces opérations de l'ONU est très variable d'une opération à l'autre et dans le temps. Début 2021, le Département des opérations de maintien de la paix dirige 12 opérations pour un effectif total supérieur à 85 000 personnels civils et militaires. La France participe à trois d'entre elles (Daman FINUL II, MINUSMA et MINUSCA) avec moins de 600 personnels militaires.

## Cadre d'engagement et de commandement des opérations
Sous la Ve République, le Président de la République est le chef des armées et peut donc, avec le Gouvernement qui dispose de la force armée, les engager dans des opérations extérieures. Toutefois, le Gouvernement informe le Parlement de sa décision de faire intervenir les forces armées à l'étranger, au plus tard trois jours après le début de l'intervention. Il précise les objectifs poursuivis. Cette information peut donner lieu à un débat qui n'est suivi d'aucun vote. Lorsque la durée de l'intervention excède quatre mois, le Gouvernement soumet sa prolongation à l'autorisation du Parlement.
Pour des raisons techniques, il est temporairement impossible d'afficher le graphique qui aurait dû être présenté ici.

Répartition en % des OPEX françaises par cadre d'intervention depuis 1962.
Les opérations extérieures engageant des moyens militaires français résultent soit d'un mandat de l'ONU, soit d'une décision de l'Union européenne, soit de la décision de la France de participer à une coalition internationale, soit enfin d'une initiative purement française, notamment en Afrique au titre des accords de coopération et de défense passés avec la plupart des anciennes colonies françaises et quelques autres pays,.
Les opérations de maintien de la paix décidées par l'ONU peuvent être conduites directement par elle, ou confiées à une organisation internationale (OTAN, UE), ou bien plus rarement menées par un pays dirigeant le cas échéant une force multinationale, qu'elle mandate alors via une résolution prise en Conseil de sécurité des Nations unies.
Depuis la fondation de l'Union européenne, instituée par le traité de Maastricht, se met en place par étape une politique de sécurité et de défense commune (PSDC) au titre de laquelle les États membres mènent des opérations civiles ou militaires, sous mandat de l'ONU ou non. Seules les opérations militaires, passées ou en cours, impliquant l'armée française sont répertoriées dans cet article.
En 2024, L’armée française se dotée d’un commandement pour l’Afrique, avec une présence la  d’une centaine de militaires au Gabon contre 350 précédemment, une centaine au Sénégal contre 350 précédemment, une centaine en Côte d’Ivoire 600 précédemment, et environ trois cent au Tchad contre 1 000 précédemment.
| Mandat / Décision | Mandat / Décision | ONU                                                   | France                                                                                 | UE                                                      | Multilatéral |
| ----------------- | ----------------- | ----------------------------------------------------- | -------------------------------------------------------------------------------------- | ------------------------------------------------------- | ------------ |
| Comman- dement    | ONU               | Daman / FINUL II (Liban, 1978- ) MINUSMA (Mali, 1993) |                                                                                        |                                                         |              |
| Comman- dement    | UE                | EUTM RCA (RCA, 2016) EUNAVFOR MED Irini (2020)        | EUNAVFOR MED Sophia (2015-2020)                                                        |                                                         |              |
| Comman- dement    | Multilatéral      | Chammal (Irak, Syrie, 2014)                           |                                                                                        | Hamilton (Syrie, 2018-2018) Agénor (G. Persique, 2020-) |              |
| Comman- dement    | France            | Sangaris (RCA, 2013-2016)                             | Corymbe (golfe de Guinée, 1990- ) Serval (Mali, 2013-2014) Barkhane (Mali, 2014-2022 ) |                                                         |              |

## Effectifs déployés en opérations extérieures
Les déploiements opérationnels des forces armées françaises entrent dans quatre catégories distinctes :
- Les déploiements en France métropolitaine ;
- Les forces prépositionnées de souveraineté stationnées en France d’outremer ;
- Les forces prépositionnées de présence, implantées en Afrique et au Moyen-Orient, en vertu d'accords bilatéraux avec les États concernés ;
- Les opérations extérieures (OPEX).

Depuis le début des années 2000, les effectifs déployés dans le cadre des OPEX se situent annuellement dans une fourchette comprise entre 7 000 et 14 000 personnels des armées. De façon constante, ils se répartissent entre 2 ou 3 opérations principales mobilisant chacune de 1 000 à 5 000 militaires, et jusqu'à une vingtaine d'opérations, le plus souvent dans un cadre ONU ou UE, auxquelles ne sont affectés que des effectifs limités.
Durant le deuxième mandat de Jacques Chirac (2002-2007), les effectifs déployés en OPEX sont à des niveaux très élevés (entre 11 000 et 14 000) en raison de trois opérations majeures. La France participe à l'opération américaine Enduring Freedom déclenchée en octobre 2001 contre le régime des talibans en Afghanistan après les attentats du 11 septembre 2001, puis à la Force internationale d'assistance et de sécurité (FIAS) placée en 2003 sous commandement de l'OTAN. La France est aussi l'un des principaux contributeurs à la KFOR au Kosovo, également sous commandement de l'OTAN. Enfin, la crise politico-militaire en Côte d'Ivoire conduit à lancer l'opération Licorne qui mobilise plus de 4 000 militaires entre 2002 et 2005, puis encore plus de 3 000 les deux années suivantes.
Durant la présidence de Nicolas Sarkozy, les effectifs en OPEX demeurent importants. La forte décroissance des effectifs de l'opération Licorne (ramenés de 3 500 militaires en 2006 à 700 en 2011) est en partie compensée en 2008 par l'opération EUFOR Tchad/RCA dans laquelle sont engagés 1 850 hommes et en 2011 par l'opération Harmattan en Libye. Alors qu'elles mobilisaient moins de 9 000 militaires en 2010, les OPEX en mobilisent 10 500 en 2011.
François Hollande accélère le retrait des forces françaises en Afghanistan amorcé par Nicolas Sarkozy. Les derniers soldats français quittent le sol afghan fin 2014. En 2012, moins de 6 500 soldats sont engagés dans des OPEX, le niveau le plus bas depuis le début des années 2000, en cohérence avec la baisse des budgets de la défense. Mais, en réponse à la dégradation de la situation au Mali, l'opération Serval est lancée en janvier 2013 avec des moyens importants qui mobilisent rapidement 3 200 hommes. Barkhane lui succède en 2014. Ces opérations au Sahel ont pour conséquence que les effectifs en OPEX remontent à près de 8 000 militaires. La fin progressive de l'opération Sangaris en RCA permet de ramener les effectifs en OPEX à environ 7 000 militaires, niveau auquel ils se maintiennent durant la présidence d'Emmanuel Macron,.
| Opérations                            | Année                          | 2002   | 2005   | 2010  | 2015, | 2018  | 2020  |
| Opérations                            | Pays                           | 13 880 | 12 435 | 8 960 | 7 075 | 7 405 | 7 310 |
| ------------------------------------- | ------------------------------ | ------ | ------ | ----- | ----- | ----- | ----- |
| Salamandre 2 / SFOR                   | Bosnie-Herzégovine             | 2 550  | -      | -     | -     | -     | -     |
| Épervier                              | Tchad                          | 1 025  | 1 000  | 950   | -     | -     | -     |
| Héraclès / Pamir / Épidote            | Afghanistan                    | 3 500  | 1 870  | 3 750 | -     | -     | -     |
| Trident / KFOR                        | Kosovo                         | 5 320  | 2 200  | 720   | -     | -     | -     |
| Licorne                               | Côte d'Ivoire                  | 400    | 4 000  | 900   | -     | -     | -     |
| Daman / FINUL II                      | Liban                          | -      | -      | 1 450 | 900   | 700   | 700   |
| Barkhane                              | Bande sahélienne-saharienne    | -      | -      | -     | 3 500 | 4 500 | 5 100 |
| Sangaris                              | République centrafricaine      | -      | -      | -     | 900   | -     | -     |
| Chammal / Inherent Resolve            | Irak et Syrie                  | -      | -      | -     | 700   | 1 100 | 600   |
| Autres opérations sous commandement : | France (seule ou en coalition) | 465    | 1 935  | 600   | 420   | 450   | 350   |
| Autres opérations sous commandement : | Union européenne               | 110    | 505    | 240   | 435   | 175   | 140   |
| Autres opérations sous commandement : | OTAN                           | -      | 45     | 250   | 150   | 400   | 400   |
| Autres opérations sous commandement : | ONU                            | 510    | 880    | 100   | 70    | 80    | 20    |

Hormis les opérations majeures figurant dans le tableau ci-dessus, la France engage des effectifs limités dans d'autres opérations sous commandement national ou sous commandement de l'UE, de l'OTAN ou de l'ONU :
- Commandement OTAN : la France participe régulièrement depuis 2014 à la mission de police du ciel renforcée (eAP)[20] et depuis 2017 à la mission de présence avancée renforcée (Lynx / eFP)[21] dans les États baltes.
- Commandement ONU : la France a réduit sa participation aux missions de l'ONU durant les années 2010, ne maintenant des effectifs importants qu'au sein de la FINUL II au Liban. Courant 2021, sa participation est limitée à une vingtaine de militaires dans la MINUSMA au Mali et à une dizaine dans la MINUSCA en Centrafrique[12].
- Commandement UE : dans le cadre de la PSDC, la France participe à la plupart des opérations militaires de l'UE, qui ne mobilisent sauf exception (EUFOR Tchad/RCA en 2008) que des effectifs limités. En 2020, 140 militaires au total sont engagés dans les opérations EUTM RCA, EUTM Mali, EUFOR Althea, EUNAVFOR Atalanta et EUNAVFOR MED Irini[1].

## Liste des OPEX
L'absence de définition officielle, la grande diversité des opérations, le fait que beaucoup ont eu lieu dans quelques pays (12 fois au Tchad, 14 fois en Centrafrique, 20 fois au Liban) ont pour conséquence que les recensements qui figurent dans plusieurs documents récents consacré aux OPEX ne sont pas identiques. Le tableau figurant dans le Dictionnaire des opérations extérieures de l'armée française recense 119 OPEX entre 1959 et 2014, mais dans le corps du texte d'autres opérations sont citées. Le tableau en annexe du Rapport Thorette en recense 126 entre 1969 et 2005. Le tableau figurant à la fin de l'étude publiée par l'IRSEM en 2021 liste 249 opérations entre 1963 et 2017.
Les tableaux ci-dessous listent 189 OPEX depuis 1959. Cette liste s'appuie essentiellement sur le Dictionnaire des opérations extérieures de l'armée française paru en 2018, sur le rapport du groupe de travail « Monuments aux morts et opérations extérieures », dit rapport Thorette, publié en septembre 2011, sur l'étude publiée par l'IRSEM en janvier 2021 intitulée « Le monument OPEX et la mémoire de la 4e génération du feu », et sur le rapport d'information N° 2777 de l'Assemblée nationale du 20 mai 2015 « Engagement et diplomatie : quelle doctrine pour nos interventions militaires ? ».
Les opérations de police de l'Union européenne, comme EUPOL Proxima en Macédoine du Nord ou EUPM en Bosnie-Herzégovine, et de façon plus générale les opérations civiles ne sont pas incluses dans cette liste des OPEX.
Pour chaque opération, le tableau fournit les informations suivantes :
- Opération : nom de l'opération ;
- Pays : pays dans lequel l'opération se déroule ;
- Rég. : région du monde à laquelle le pays appartient (AFR = Afrique ; AME = Amérique ; ASI = Asie ; EUR = Europe ; MOY = Moyen-Orient) ;
- Début : date de début de l'opération ;
- Fin : date de fin de l'opération ;
- ONU : indique si l'opération résulte ou non d'un mandat de l'ONU ;
- Exéc. : indique l'entité qui a le commandement de l'exécution de l'opération (ONU = commandement par l'ONU ; FRA = par la France ; OTAN : par l'OTAN ; MULTI : commandement assuré par une coalition formée spécialement pour l'opération ; UEO : par l'UEO) ;
- Notes : informations supplémentaires sur la nature de l'opération.

### Opérations engagées parCharles de GaulleetGeorges Pompidou
| Opération        | Pays     | Rég. | Début           | Fin             | ONU | Exéc. | Notes |
| ---------------- | -------- | ---- | --------------- | --------------- | --- | ----- | --- |
| Non nommée       | Cameroun | AFR  | 1er juin 1959   | 28 mars 1963    |     | FRA   | Au titre des accords de défense ou d'assistance. |
| Non nommée       | Gabon    | AFR  | 18 février 1964 | 20 février 1964 |     | FRA   | Au titre des accords de défense ou d'assistance. Rétablissement du président Léon Mba dans ses fonctions après le putsch d’une partie de l’armée au Gabon.                                                                                          |
| Non nommée       | Sénégal  | AFR  | 27 mai 1968     | 5 juin 1968     |     | FRA   | Au titre des accords de défense ou d'assistance. Intervention de l'armée française pour soutenir le gouvernement sénégalais de Léopold Sédar Senghor dans la contre insurrection contre les rebelles étudiant durant la crise de mai 68 au Sénégal. |
| Limousin / Bison | Tchad    | AFR  | 14 avril 1969   | 27 octobre 1972 |     | FRA   | Au titre des accords de défense ou d'assistance. Opérations de contre-insurrection à la demande du président Tombalbaye,. |

### Opérations engagées parValéry Giscard d'Estaing
| Opération            | Pays               | Rég. | Début             | Fin              | ONU | Exéc. | Notes |
| -------------------- | ------------------ | ---- | ----------------- | ---------------- | --- | ----- | --- |
| Décan I              | Égypte             | MOY  | 14 juin 1974      | 25 décembre 1974 |     | FRA   | Déminage du canal de Suez à la demande de l'Égypte. |
| Saphir I             | Djibouti           | AFR  | 1er octobre 1974  | 31 mars 1975     |     | FRA   | Projection du groupe aéronaval du Clemenceau dans le contexte de l'accession à l'indépendance de Djibouti.                                                                         |
| Décan II             | Égypte             | MOY  | 18 février 1975   | 11 avril 1975    |     | FRA   | Déminage du canal de Suez à la demande de l'Égypte. |
| Décan III            | Égypte             | MOY  | 22 juin 1978      | 4 juillet 1978   |     | FRA   | Déminage du canal de Suez à la demande de l'Égypte. |
| Verveine             | Zaïre              | AFR  | 7 avril 1977      | 18 avril 1977    |     | FRA   | Transport aérien d'un contingent de 1 500 soldats marocains venus combattre le FNLC aux côtés de l'armée régulière zaïroise.                                                       |
| Saphir II            | Djibouti           | AFR  | 15 avril 1977     | 3 décembre 1977  |     | FRA   | Projection du groupe aéronaval du Clemenceau puis du Foch dans le contexte de l'accession à l'indépendance de Djibouti.                                                            |
| Lamantin             | Mauritanie         | AFR  | 25 octobre 1977   | 27 mai 1980      |     | FRA   | Au titre des accords de défense ou d'assistance. Intervention de l’armée de l’air contre le Front Polisario en Mauritanie, dans le secteur du train minéralier Zouérat-Nouadhibou. |
| Tacaud               | Tchad              | AFR  | 18 février 1978   | 31 mai 1980      |     | FRA   | Au titre des accords de défense ou d'assistance. |
| Hippocampe / FINUL I | Liban              | MOY  | 22 mars 1978      | 10 août 2006     | ONU | ONU   | Transport du contingent français initial intégré à la FINUL I, à laquelle la France contribue de façon continue jusqu'à son remplacement par FINUL II aux pouvoirs renforcés.      |
| Bonite               | Zaïre              | AFR  | 18 mai 1978       | 15 juin 1978     |     | FRA   | Au titre des accords de défense ou d'assistance. Opération aéroportée pour délivrer 3 000 otages otages européens retenus à Kolwezi par des rebelles katangais.                    |
| Barracuda            | Centrafrique       | AFR  | 20 septembre 1979 | 8 juillet 1981   |     | FRA   | Au titre des accords de défense ou d'assistance. |
| Anabase              | Tchad              | AFR  | 27 avril 1980     | 17 mai 1980      |     | FRA   | Au titre des accords de défense ou d'assistance. Évacuation des forces françaises et des ressortissants civils.                                                                    |
| Saintonge            | Nouvelles-Hébrides | OCE  | 23 juillet 1980   | 19 août 1980     |     | MULTI | Intervention franco-britannique au moment de l'indépendance du condominium, devenu le Vanuatu.                                                                                     |

### Opérations engagées parFrançois Mitterrand
| Opération                 | Pays           | Rég. | Début             | Fin                | ONU | Exéc. | Notes |
| ------------------------- | -------------- | ---- | ----------------- | ------------------ | --- | ----- | --- |
| EFAO                      | Centrafrique   | AFR  | 8 juillet 1981    | 15 avril 1998      |     | FRA   | Au titre des accords de défense ou d'assistance, positionnement permanent des « Éléments français d'assistance opérationnelle » (EFAO). |
| FMO                       | Égypte         | MOY  | 25 avril 1982     |                    |     | MULTI | Force Multinationale d'Observateurs au Sinaï mise en place par les accords de Camp David entre Israël et l'Égypte. |
| Olifant                   | Liban          | MOY  | 11 juin 1982      | 20 août 1986       |     | FRA   | Opération de présence navale au large de Beyrouth, à des fins humanitaires mais aussi de soutien des opérations menées par l'armée de terre au Liban. |
| Épaulard                  | Liban          | MOY  | 18 août 1982      | 13 septembre 1982  |     | MULTI | Envoi d'une force multinationale d'interposition par les États-Unis, la France et l'Italie. |
| Diodon                    | Liban          | MOY  | 24 septembre 1982 | 31 mars 1984       |     | MULTI | Force multinationale de sécurité à Beyrouth (FMSB). |
| Manta                     | Tchad          | AFR  | 9 août 1983       | 7 novembre 1984    |     | FRA   | Au titre des accords de défense ou d'assistance. |
| Brochet                   | Liban          | MOY  | 17 novembre 1983  | 17 novembre 1983   |     | FRA   | Représailles à l'attentat du Drakkar |
| Chevesne                  | Liban          | MOY  | 19 janvier 1984   | 19 janvier 1984    |     | FRA   | |
| Grondin                   | Mer Rouge      | MOY  | 1er août 1984     | 1er septembre 1984 |     | MULTI | |
| Muge                      | Mer Rouge      | MOY  | 15 août 1984      | 30 septembre 1984  |     | MULTI | |
| Mirmillon                 | Libye          | AFR  | 21 septembre 1984 | 20 novembre 1984   |     | FRA   | |
| Silure                    | Tchad          | AFR  | 1er octobre 1984  | 1er décembre 1984  |     | FRA   | |
| Non nommée                | Yémen          | MOY  | 16 janvier 1986   | 28 janvier 1986    |     | FRA   | Opération d'évacuation vers Djibouti des quelque sept mille ressortissants étrangers présents à Aden, à bord de navires soviétiques, français et britanniques. |
| Épervier                  | Tchad          | AFR  | 13 février 1986   | 1er août 2014      |     | FRA   | Opération lancée pendant le conflit tchado-libyen pour soutenir le président Hissène Habré. Elle devient ensuite une mission de protection des ressortissants français et de coopération avec l'armée tchadienne. Elle est remplacée en 2014 par l'opération Barkhane.               |
| Prométhée                 | Golfe Persique | MOY  | 1er juillet 1987  | 16 septembre 1988  |     | FRA   | Opération de « diplomatie navale coercitive » au large des côtes de l'Iran dans le contexte de crise des relations entre les deux pays faisant suite à la révolution iranienne. |
| Néréides                  | Golfe Persique | MOY  | 1er août 1988     | 26 mai 1989        |     | FRA   | Opération de déminage dans le golfe Persique et le golfe d'Oman faisant suite à la fin de la guerre Iran-Irak. |
| Acanthe                   | Liban          | MOY  | 14 avril 1989     | 19 avril 1989      |     | FRA   | Évacuation sanitaire de blessés |
| Nouadhibou                | Sénégal        | AFR  | 29 avril 1989     | 16 mai 1989        |     | FRA   | Au titre des accords de défense ou d'assistance. |
| Capselle                  | Liban          | MOY  | 15 août 1989      | 15 octobre 1989    |     | FRA   | |
| Oside                     | Comores        | AFR  | 4 décembre 1989   | 20 décembre 1989   |     | FRA   | Intervention faisant suite à l'assassinat du président des Comores en vue de chasser les mercenaires emmenés par Bob Denard |
| Requin                    | Gabon          | AFR  | 23 mai 1990       | 2 juin 1990        |     | FRA   | Au titre des accords de défense ou d'assistance. |
| Corymbe                   | G. de Guinée   | AFR  | 26 mai 1990       |                    |     | FRA   | Mission de présence quasi permanente des forces armées françaises dans le golfe de Guinée, le dispositif est armé au minimum d'un bâtiment de la Marine nationale,. |
| Salamandre                | Golfe Persique | MOY  | 10 août 1990      | 30 septembre 1990  | ONU | FRA   | Déploiement d'une TF de la Marine nationale après l'invasion du Koweït par l'Irak, en liaison avec nos alliés occidentaux, précédant la première guerre du Golfe. |
| Artimon                   | Golfe Persique | MOY  | 13 août 1990      | 10 mai 1994        | ONU | UEO   | Participation de la marine au contrôle de l'embargo décidé par l'ONU à l'encontre de l'Irak, selon des modalités opérationnelles définies par l'UEO. |
| Busiris                   | EAU            | MOY  | 24 août 1990      | 1er août 1991      | ONU | MULTI | Opération destinée à renforcer le potentiel militaire émirati, dans la crainte d'une invasion irakienne dans le contexte de la première guerre du golfe. |
| Méteil                    | Qatar          | MOY  |                   |                    |     |       | Déploiement de forces sur la base aérienne de Doha, dans le contexte de la première guerre du golfe. |
| Daguet                    | Irak           | MOY  | 16 septembre 1990 | 1er juin 1991      | ONU | MULTI | Participation de la France aux opérations Desert Shield et Desert Storm au sein d'une coalition dirigée par les États-Unis. |
| Noroît                    | Rwanda         | AFR  | 4 octobre 1990    | 1er décembre 1993  |     | FRA   | |
| Bérénice                  | Somalie        | AFR  | 3 janvier 1991    | 9 janvier 1991     |     | FRA   | Évacuation de ressortissants |
| Phèdre                    | Égypte         | MOY  | 30 janvier 1991   | 1er avril 1991     |     | FRA   | Vérification des fonds du canal de Suez par des chasseurs de mine, l'Égypte craignant un minage terroriste du canal. |
| Southern Breeze           | Koweït         | MOY  | 9 mars 1991       | 20 juillet 1991    | ONU | UEO   | Déminage des eaux koweitiennes sous mandat de l'ONU et de l'UEO. |
| Libage                    | Turquie        | EUR  | 6 avril 1991      | 20 juillet 1991    | ONU | MULTI | |
| MONOUIK                   | Koweït         | MOY  | 9 avril 1991      | 6 octobre 2003     | ONU | ONU   | Mission d'observation des Nations unies en Irak et au Koweït |
| Ramure                    | Iran           | MOY  | 18 avril 1991     | 31 mai 1991        | ONU | MULTI | |
| Totem                     | Éthiopie       | AFR  | 24 mai 1991       | 5 juin 1991        |     | FRA   | Évacuation de ressortissants français après la chute d'Addis Abéba. |
| Godoria                   | Djibouti       | AFR  | 26 mai 1991       | 12 juin 1991       |     | FRA   | Au titre des accords de défense ou d'assistance. |
| ECMM                      | Yougoslavie    | EUR  | 7 juillet 1991    | 31 décembre 2000   | ONU | UE    | Mission des observateurs de l’Union Européenne en ex-Yougoslavie |
| Aconit                    | Turquie        | EUR  | 13 juillet 1991   | 31 décembre 1996   | ONU | MULTI | |
| ONUSAL                    | Salvador       | AME  | 16 août 1991      | 30 avril 1995      | ONU | ONU   | |
| Baumier                   | Zaïre          | AFR  | 23 septembre 1991 | 18 octobre 1991    |     | FRA   | Évacuation de ressortissants français |
| MINURSO                   | Mauritanie     | AFR  | 1er octobre 1991  |                    | ONU | ONU   | Participation française à la Mission des Nations unies pour l'organisation d'un référendum au Sahara occidental. |
| Verdier                   | Bénin          | AFR  | 1er novembre 1991 | 1er mars 1992      |     | FRA   | |
| MIPRENUC                  | Cambodge       | ASI  | 12 novembre 1991  | 15 mars 1992       | ONU | ONU   | |
| Iskoutir                  | Djibouti       | AFR  | 25 février 1992   | 1er juin 1999      |     | FRA   | Soutien au gouvernement face à la rébellion des Afars (organisée dans le Front pour la restauration de l'unité et la démocratie - FRUD) et assistance aux populations. |
| FORPRONU                  | Bosnie-Herz.   | EUR  | 12 mars 1992      | 14 décembre 1995   | ONU | ONU   | |
| APRONUC                   | Cambodge       | ASI  | 15 mars 1992      | 15 novembre 1993   | ONU | ONU   | Opération Tamarin, participation française à l'APRONUC |
| Danube                    | Hongrie        | EUR  | 1er juin 1992     | 1er décembre 1997  | ONU | UEO   | Opération de police et de douane visant à aider la Hongrie dans la mise en œuvre de l'embargo décidé par l'ONU sur le Danube. |
| Sharp Vigilance           | Mer Adriatique | EUR  | 11 juillet 1992   | 22 novembre 1992   | ONU | UEO   | Surveillance maritime et aérienne au large de l’ex-Yougoslavie de contrôle de l’embargo sur les armes décrété par l'ONU. |
| Alysse / Southern Watch   | Irak           | MOY  | 26 août 1992      | 19 mars 2003       | ONU | MULTI | Participation française à l’opération internationale Southern Watch, dont l’objet est de faire respecter la zone d’exclusion aérienne décrétée au sud de l’Irak, jusqu’au 32e parallèle, dans le contexte des massacres perpétrés par Saddam Hussein contre les populations chiites. |
| Addax                     | Angola         | AFR  | 1er novembre 1992 | 5 novembre 1992    |     | FRA   | Protection de ressortissants français et étrangers. |
| Sanaa / ONUSOM I          | Somalie        | AFR  | 15 novembre 1992  | 18 novembre 1992   | ONU | FRA   | Première intervention sous mandat ONU pour surveiller l'application du cessez-le-feu et distribuer l'aide humanitaire. |
| Sharp Fence               | Mer Adriatique | EUR  | 22 novembre 1992  | 15 juin 1993       | ONU | UEO   | Surveillance maritime et aérienne au large de l’ex-Yougoslavie de contrôle de l’embargo sur les armes décrété par l'ONU. |
| Oryx / UNITAF             | Somalie        | AFR  | 9 décembre 1992   | 4 mai 1993         | ONU | MULTI | Sous mandat ONU (résolution 794), force multinationale menée par les États-Unis (Restore Hope). |
| Balbuzard                 | Mer Adriatique | EUR  | 26 janvier 1993   | 22 décembre 1995   |     | FRA   | Opération aéronavale en soutien des éléments français de la FORPRONU. |
| Courlis / Provide Promise | Bosnie-Herz.   | EUR  | 27 mars 1993      | 20 décembre 1995   | ONU | OTAN  | Sous mandat ONU, participation de la France au pont aérien de ravitaillement de la population civile dans les zones de combat et de soutien aux opérations de l'ONU. |
| Crécerelle / Deny Flight  | Bosnie-Herz.   | EUR  | 6 avril 1993      | 20 décembre 1995   | ONU | OTAN  | Sous mandat ONU (résolution 816), mise en place d'une zone d'exclusion aérienne par l'OTAN. Premiers combats de forces de l'OTAN depuis sa création. |
| ONUSOM II                 | Somalie        | AFR  | 4 mai 1993        | 15 janvier 1994    | ONU | ONU   | |
| Sharp Guard               | Mer Adriatique | EUR  | 18 juin 1993      | 17 juin 1996       | ONU | UEO   | Opération aéronavale menée conjointement par l'UEO et l'OTAN, se substituant à Sharp Fence (UEO) et Maritime Guard (OTAN). |
| MONUG                     | Géorgie        | EUR  | 1er août 1993     | 16 juin 2009       | ONU | ONU   | Mission d'observation des Nations unies en Géorgie. |
| MINUHA                    | Haïti          | AME  | 23 septembre 1993 | 1er juin 1996      | ONU | ONU   | Mission des Nations unies en Haïti |
| Ventis                    | Haïti          | AME  | 18 octobre 1993   | 2 octobre 1994     | ONU | FRA   | Opération de contrôle de l'embargo commercial décidé par l'ONU. |
| UNMLT                     | Cambodge       | ASI  | 15 novembre 1993  | 15 mai 1994        | ONU | ONU   | Équipe de liaison militaire des Nations unies, faisant suite à l'APRONUC. |
| ONUSOM 100                | Somalie        | AFR  | 20 décembre 1993  | 15 mars 1994       | ONU | ONU   | |
| Balata                    | Cameroun       | AFR  | 1er février 1994  | 31 août 1998       |     | FRA   | Au titre des accords de défense ou d'assistance. |
| Amaryllis                 | Rwanda         | AFR  | 8 avril 1994      | 14 avril 1994      |     | FRA   | Évacuation des ressortissants français et étrangers à Kigali. |
| Diapason 1, 2 et 3        | Yémen          | MOY  | 5 mai 1994        | 28 mai 1994        |     | FRA   | Évacuation des ressortissants français et européens lors de la Guerre civile yéménite. |
| UNCOMSMIL                 | Cambodge       | ASI  | 15 mai 1994       | 31 mai 1995        | ONU | ONU   | |
| Turquoise                 | Rwanda         | AFR  | 20 juin 1994      | 22 août 1994       | ONU | FRA   | |
| Nom nommée                | Yémen          | MOY  | 20 juillet 1994   | 22 juillet 1994    |     | FRA   | |
| Haïti / Uphold Democracy  | Haïti          | AME  | 17 septembre 1994 | 27 septembre 1994  | ONU | MULTI | Opération destinée à restaurer la démocratie et ramener au pouvoir Jean-Bertrand Aristide |
| UNAVEM III                | Angola         | AFR  | 1er mars 1995     | 31 mars 1995       | ONU | ONU   | Participation française à la mission de vérification des Nations unies en Angola. |
| FPNU (ou Fopainu)         | Bosnie-Herz.   | EUR  | 31 mars 1995      | 14 décembre 1995   | ONU | ONU   | Par sa résolution 931, le Conseil de sécurité restructure la Forpronu en trois opérations de maintien de la paix distinctes : la FPNU (ou Fopainu, force de paix des Nations unies) en Bosnie, l’OnuRC et la Fordeprenu.                                                             |
| FORDEPRENU                | Macéd. du N.   | EUR  | 31 mars 1995      | 31 mars 1999       | ONU | ONU   | Force de déploiement préventif des Nations unies. |

### Opérations engagées parJacques Chirac
| Opération                | Pays                             | Rég. | Début             | Fin               | ONU | Exéc. | Notes |
| ------------------------ | -------------------------------- | ---- | ----------------- | ----------------- | --- | ----- | --- |
| Hermine                  | Bosnie-Herz.                     | EUR  | 3 juin 1995       | 14 décembre 1995  |     | MULTI | |
| Azalée                   | Comores                          | ASI  | 30 septembre 1995 | 8 octobre 1995    |     | FRA   | Au titre des accords de défense ou d'assistance. |
| MINUBH-GIP               | Bosnie-Herz.                     | EUR  | 21 décembre 1995  | 30 décembre 2002  | ONU | ONU   | Mission des Nations unies en Bosnie-Herzégovine – Groupe international de police |
| Salamandre 1             | Bosnie-Herz.                     | EUR  | 21 décembre 1995  | 20 décembre 1996  | ONU | OTAN  | Composante française de l'IFOR qui succède à la FORPRENU. |
| Aramis                   | Cameroun                         | AFR  | 17 février 1996   | 30 mai 2008       |     | FRA   | Au titre des accords de défense ou d'assistance. |
| Almandin 1               | Centrafrique                     | AFR  | 18 avril 1996     | 29 avril 1996     |     | FRA   | Au titre des accords de défense ou d'assistance. |
| Almandin 2               | Centrafrique                     | AFR  | 18 mai 1996       | 31 août 1996      |     | FRA   | Au titre des accords de défense ou d'assistance. |
| Condor                   | Érythrée                         | AFR  | 1er juin 1996     | 1er mars 2001     | ONU | FRA   | Mission de surveillance de l'archipel des Hanish, objet d'un contentieux entre l'Érythrée et le Yémen. |
| MANUH                    | Haïti                            | AME  | 28 juin 1996      | 31 juillet 1997   | ONU | ONU   | Mission d'appui des Nations unies en Haïti. |
| Almandin 3               | Centrafrique                     | AFR  | 9 septembre 1996  | 14 décembre 1996  |     | FRA   | Au titre des accords de défense ou d'assistance. |
| Salamandre 2             | Bosnie-Herz.                     | EUR  | 21 décembre 1996  | 1er décembre 2004 | ONU | OTAN  | Composante française de la SFOR qui succède à l'IFOR. |
| Bubale                   | Centrafrique                     | AFR  | 25 janvier 1997   | 30 avril 1998     |     | FRA   | Appui de commandement et logistique à la mission interafricaine de surveillance des accords de Bangui (MISAB). |
| Harmonium                | Albanie                          | EUR  | 13 mars 1997      | 20 mars 1997      |     | MULTI | Participation à une opération multinationale d'évacuation de 2 000 ressortissants, dont 39 Français |
| Pélican                  | Rép. du Congo                    | AFR  | 17 mars 1997      | 1er août 1997     |     | MULTI | Évacuation au Congo Brazzaville des ressortissants étrangers durant la guerre civile. |
| Alba                     | Albanie                          | EUR  | 7 avril 1997      | 8 août 1997       | ONU | MULTI | Force multinationale de protection en Albanie, coordonnée par l'Italie. |
| MONUA                    | Angola                           | AFR  | 30 juin 1997      | 26 février 1999   | ONU | ONU   | Dernière mission d'observation des Nations unies en Angola faisant suite à UNAVEM I, II et III. |
| Antilope                 | Rép. du Congo                    | AFR  | 15 octobre 1997   | 17 novembre 1997  |     | FRA   | Nouvelle évacuation de ressortissants étrangers durant la guerre civile. |
| EMCP                     | Albanie                          | EUR  | 16 septembre 1997 | 1er décembre 2001 | ONU | UEO   | Elément multinational de conseil en matière de police |
| MIPONUH                  | Haïti                            | AME  | 28 novembre 1997  | 15 mars 2000      | ONU | ONU   | Mission de police civile des Nations unies en Haïti |
| MINURCA                  | Centrafrique                     | AFR  | 15 avril 1998     | 15 février 2000   | ONU | ONU   | Mission des Nations unies en République centrafricaine établie par la résolution 1159. |
| Aladin                   | Arabie saoudite                  | MOY  | 1er juin 1998     | 1er janvier 1999  | ONU | ONU   | Missions de reconnaissance aérienne au-dessus de l'Irak. |
| MONUSIL                  | Sierra Leone                     | AFR  | 13 juillet 1998   | 21 octobre 1999   | ONU | ONU   | Mission d’observation des Nations unies en Sierra Leone |
| Carib venture            | Mer des Caraïbes                 | AME  | 31 août 1998      | 23 septembre 1998 |     | MULTI | Opération sous commandement hollandais de lutte contre les trafics de drogue à destination de l'Europe dans les Antilles néerlandaises. |
| Cigogne 3                | Centrafrique                     | AFR  | 15 décembre 1998  | 28 février 1999   | ONU | FRA   | Opération de désengagement de la MINURCA. |
| Khor Angar               | Djibouti                         | AFR  | 24 janvier 1999   | 28 février 2001   |     | FRA   | Au titre des accords de défense ou d'assistance, pour protéger Djibouti d'éventuels débordements de la guerre entre l'Érythrée et l'Ethiopie. |
| RECAMP Bissau            | Guinée-Bissau                    | AFR  | 28 janvier 1999   | 17 juin 1999      | ONU | FRA   | Dans le cadre du programme RECAMP visant à renforcer les capacités militaires africaines, mise sur pied et soutien logistique d’un bataillon multinational de la CEDEAO de maintien de la paix en Guinée-Bissau. |
| Trident humanitaire      | Kosovo                           | EUR  | 26 mars 1999      | 15 août 1999      | ONU | OTAN  | Actions humanitaires au bénéfice des réfugiés Kosovar en Albanie et en ARYM. |
| Ardoukoba                | Djibouti                         | AFR  | 1er juin 1999     | 31 décembre 2000  |     | FRA   | En relai de l'opération Iskoutir, mission d'observation du cessez-le-feu et d'assistance aux populations civiles |
| Trident / KFOR           | Kosovo                           | EUR  | 10 juin 1999      | 6 février 2014    | ONU | OTAN  | Participation française à la Force pour le Kosovo (KFOR). |
| MINUK                    | Kosovo                           | EUR  | 8 septembre 1999  |                   | ONU | ONU   | Mission d'administration intérimaire des Nations unies au Kosovo. |
| Santal                   | Timor oriental                   | ASI  | 16 septembre 1999 | 7 février 2000    | ONU | MULTI | Force internationale pour le Timor oriental (INTERFET), remplacée par l'Administration transitoire des Nations unies au Timor oriental (ATNUTO). |
| MINUSIL                  | Sierra Leone                     | AME  | 22 octobre 1999   | 31 décembre 2005  | ONU | ONU   | Mission des Nations unies en Sierra Leone dans le but d’aider les parties signataires à mettre en œuvre l’accord de paix de Lomé. |
| MONUC                    | Zaïre                            | AFR  | 30 novembre 1999  | 30 juin 2010      | ONU | ONU   | Mission de l'ONU pour contrôler l'application de l'accord de cessez-le-feu de Lusaka. |
| Khaya                    | Côte d'Ivoire                    | AFR  | 23 décembre 1999  | 29 décembre 1999  |     | FRA   | Au titre des accords de défense ou d'assistance, évacuation des personnalités locales menacées à la suite du coup d'État du général Robert Guéï |
| ATNUTO                   | Timor oriental                   | ASI  | 15 janvier 2000   | 15 janvier 2001   | ONU | ONU   | Administration transitoire du Timor oriental devenu indépendant. |
| MINUEE                   | Érythrée Ethiopie                | AFR  | 31 juillet 2000   | 31 juillet 2008   | ONU | ONU   | Participation française à la Mission des Nations unies en Éthiopie et en Érythrée. |
| Minerve                  | ARYM                             | EUR  | 15 octobre 2001   | 31 mars 2003      | ONU | OTAN  | Participation française aux missions de l'OTAN Amber Fox et Allied Harmony de stabilisation. |
| Héraclès                 | Afghanistan                      | ASI  | 10 octobre 2001   | 2 octobre 2013    | ONU | OTAN  | Participation de la Marine nationale à la phase initiale de Enduring Freedom. Participation de l'Armée de l'air française dès la phase initiale en deux détachements : Héraclès Sud positionné aux Émirats arabes unis sur la base aérienne Al Dhafra avec deux Mirage IVP et deux ravitailleurs C-135FR, chargés du recueil photographique stratégique au profit du commandement américain ; et Héraclès Nord positionné au Tadjikistan, sur la base de Douchanbé. |
| Pamir                    | Afghanistan                      | ASI  | 2 janvier 2002    | 31 décembre 2014  | ONU | OTAN  | Participation française aux opérations terrestres de la Force internationale d'assistance et de sécurité (FIAS),. |
| Amarante                 | Mer Méditerranée                 | AFR  | 24 janvier 2002   | 25 juin 2005      |     | FRA   | Opération de surveillance maritime en Méditerranée orientale destinée à lutter contre l'immigration clandestine. |
| Épidote                  | Afghanistan                      | ASI  | 16 avril 2002     | 1er décembre 2014 | ONU | OTAN  | Participation des forces françaises à la formation de l'Armée nationale afghane sur demande du gouvernement afghan. |
| Licorne                  | Côte d'Ivoire                    | AFR  | 22 septembre 2002 | 21 janvier 2015   |     | FRA   | Intervention pour mettre fin à la crise politico-militaire en Côte d'Ivoire. La force Licorne a été remplacée début 2015 par les forces françaises en Côte d'Ivoire. |
| Coherent Behaviour       | Mer Méditerranée                 | MOY  | 1er octobre 2002  | 30 novembre 2002  | ONU | MULTI | Déploiement en Médit. orientale d’une task force de l’EUROMARFOR, qui rassemble les marines italienne, espagnole, portugaise et française, en soutien de l’opération de lutte contre le terrorisme Enduring freedom. |
| Resolute Behaviour       | Océan Indien                     | MOY  | 1er janvier 2003  | 8 décembre 2005   | ONU | MULTI | Déploiement dans l'Océan Indien d’une task force de l’EUROMARFOR, en soutien de l’opération de lutte contre le terrorisme Enduring freedom. |
| Boali                    | République centrafricaine        | AFR  | 16 mars 2003      | 4 décembre 2013   |     | FRA   | Dans le cadre du programme RECAMP, Boali soutient la force de stabilisation africaine en Centrafrique, la FOMUC, déployée à partir de décembre 2002, puis de la MICOPAX, qui la remplace en 2008,. |
| Altaïr / EUFOR Concordia | ARYM                             | EUR  | 31 mars 2003      | 15 décembre 2003  | ONU | UE    | Participation française à l'opération EUFOR Concordia de maintien de la paix, succédant à l'opération Allied Harmony de l'OTAN. |
| Artémis                  | République démocratique du Congo | AFR  | 3 juin 2003       | 25 septembre 2003 | ONU | UE    | Opération militaire d'interposition en Ituri, province de l'est de la RDC pour garantir la sécurité des populations dans le secteur de la capitale régionale (Bunia) dans l'attente du déploiement des casques Bleus de la MONUC. |
| Providence               | Liberia                          | AME  | 6 juin 2003       | 11 juin 2003      |     | FRA   | Le TCD Orage a participé le 9 juin 2003 à l’évacuation de 535 ressortissants (dont 133 Américains) de Monrovia au Liberia. |
| Arès                     | Afghanistan                      | ASI  | 1er août 2003     | 1er janvier 2007  |     | FRA   | Participation des forces spéciales françaises à la lutte contre le terrorisme (environ 200 hommes) en Afghanistan sur demande du gouvernement afghan. |
| MINUL                    | Libéria                          | AFR  | 1er octobre 2003  | 30 mars 2018      | ONU | ONU   | Participation française à la Mission des Nations unies au Liberia. |
| Calao / ONUCI            | Côte d'Ivoire                    | AFR  | 23 avril 2004     | 26 juin 2017      | ONU | ONU   | Participation française à l'Opération des Nations unies en Côte d'Ivoire, qui prend le relai de la CEDEAO, en coordination avec l'opération Licorne. |
| Carbet                   | Haïti                            | AME  | 28 février 2004   | 30 juin 2004      |     | MULTI | Opération autorisée par l'ONU, menée en urgence avec les États-Unis, faisant suite au coup d'État, à laquelle succède la MINUSTAH. |
| MINUSTAH                 | Haïti                            | AME  | 1er juin 2004     | 15 octobre 2017   | ONU | ONU   | Participation française à la Mission des Nations unies pour la stabilisation en Haïti. |
| Dorca                    | Tchad                            | AFR  | 31 juillet 2004   | 11 septembre 2004 | ONU | FRA   | Opération de soutien au Haut Commissariat des Nations unies pour les réfugiés. |
| Astrée / EUFOR Althea    | Bosnie-Herzégovine               | EUR  | 2 décembre 2004   |                   | ONU | UE    | Opération de maintien de la paix, faisant suite à la Force de stabilisation (SFOR) de l'OTAN, qui, elle-même, a succédé à l’IFOR en 1996. |
| EUFOR RD Congo           | République démocratique du Congo | AFR  | 12 juin 2006      | 30 novembre 2006  | ONU | UE    | Appui militaire de 2 500 soldats à la MONUC pendant le processus électoral en République démocratique du Congo. |
| Baliste                  | Liban                            | MOY  | 16 juillet 2006   | 21 février 2008   |     | FRA   | Évacuation de ressortissants au Liban pendant l'intervention israélienne en juillet 2006. |
| Daman FINUL II           | Liban                            | MOY  | 11 août 2006      |                   | ONU | ONU   | Après le conflit israélo-libanais de 2006, extension du mandat et renforcement des moyens de la force intérimaire des Nations unies au Liban,. |

### Opérations engagées parNicolas Sarkozy
| Opération                    | Pays                             | Rég. | Début            | Fin               | ONU | Exéc. | scope=col Notes |
| ---------------------------- | -------------------------------- | ---- | ---------------- | ----------------- | --- | ----- | --- |
| MINUAD                       | Soudan                           | AFR  | 31 juillet 2007  | 31 décembre 2020  | ONU | ONU   | Mission conjointe des Nations unies et de l'Union africaine au Darfour |
| Alcyon                       | Somalie                          | AFR  | 16 novembre 2007 | 2 février 2008    |     | FRA   | Opération maritime destinée à assurer la protection en mer de l'aide humanitaire du Programme Alimentaire Mondial contre la piraterie,.                                                   |
| EUFOR Tchad/RCA              | République centrafricaine Tchad  | AFR  | 28 janvier 2008  | 31 mai 2009       | ONU | UE    | Sécurisation des camps de réfugiés dans les deux pays (estimés à 723 000 personnes) |
| Thalatine                    | Somalie                          | AFR  | 4 avril 2008     | 11 avril 2008     |     | FRA   | Opération de libération des otages retenus à bord du Ponant. |
| Atalante / EU NAVFOR Somalia | Océan Indien                     | AFR  | 8 décembre 2008  |                   | ONU | UE    | Opération aéronavale pour contribuer à la dissuasion, à la prévention et à la répression des actes de piraterie et de brigandage au large des côtes de la Somalie.                        |
| MINURCAT                     | République centrafricaine Tchad  | AFR  | 15 mars 2009     | 31 décembre 2010  | ONU | ONU   | Déploiement d’une composante militaire de la MINURCAT pour succéder à la force militaire de l’Union Européenne, l’EUFOR Tchad/RCA.                                                        |
| Sabre                        | Burkina Faso                     | AFR  | 2009             | 18 février 2023   |     | FRA   | Mission de soutien aux forces burkinabées. |
| Séisme Haïti 2010            | Haïti                            | AME  | 13 janvier 2010  | 30 septembre 2010 |     | FRA   | Dans le cadre de l’aide d’urgence décidée par la France au profit des victimes du séisme qui a frappé Haïti le 12 janvier, les forces armées ont déclenché l’opération Séisme Haïti 2010. |
| EUTM Somalia                 | Somalie                          | AFR  | 7 avril 2010     |                   | ONU | UE    | Opération de formation et d'entrainement des forces armées somaliennes |
| MONUSCO                      | République démocratique du Congo | AFR  | 1er juillet 2010 |                   | ONU | ONU   | Mission de l'ONU pour la stabilisation en RDC : renommage de l'opération MONUC pour tenir compte de l'évolution de la situation au Zaïre.                                                 |
| Agapanthe                    | Océan Indien                     | MOY  | 15 novembre 2010 | 21 février 2011   |     | FRA   | Opération de projection de puissance aéronavale, cinquième campagne Agapanthe depuis 2001                                                                                                 |
| Harmattan                    | Libye                            | AFR  | 19 mars 2011     | 31 octobre 2011   | ONU | OTAN  | Opération contre le régime du colonel Kadhafi lancée au début de la première guerre civile libyenne. Elle est intégrée à l'opération Unified Protector de l'OTAN à partir du 31 mars.     |

### Opérations engagées parFrançois Hollande
| Opération                     | Pays                                     | Rég. | Début             | Fin              | ONU | Exéc. | scope=col Notes |
| ----------------------------- | ---------------------------------------- | ---- | ----------------- | ---------------- | --- | ----- | --- |
| Tamour                        | Jordanie                                 | MOY  | 9 août 2012       | 27 novembre 2013 |     | FRA   | Opération de prise en charge de réfugiés et blessés à la suite de la guerre civile syrienne. |
| Serval                        | Mali                                     | AFR  | 11 janvier 2013   | 1er août 2014    |     | FRA   | Opération de soutien aux forces armées maliennes pendant la guerre du Mali, face à l'avancée irrésistible des rebelles islamistes. Elle est remplacée en 2014 par l'opération Barkhane.                                                       |
| EUTM Mali                     | Mali                                     | AFR  | 18 février 2013   | 18 mai 2024      | ONU | UE    | Mission de formation des forces armées maliennes. |
| MINUSMA                       | Mali                                     | AFR  | 1er juillet 2013  | 30 juin 2023     | ONU | ONU   | Créée par la résolution 2100, la Mission multidimensionnelle intégrée des Nations unies pour la stabilisation au Mali, elle compte en 2021 plus de 18 000 personnels dont une vingtaine de français pour la coordination avec Barkhane.       |
| Sangaris                      | République centrafricaine                | AFR  | 5 décembre 2013   | 31 octobre 2016  | ONU | FRA   | Sous mandat onusien, succédant à l'opération Boali, dans un contexte de rebond de la guerre civile inter-communautaire,. |
| MINUSCA                       | République centrafricaine                | AFR  | 10 avril 2014     |                  | ONU | ONU   | Mission multidimensionnelle intégrée des Nations unies pour la stabilisation en Centrafrique. |
| EUFOR RCA                     | République centrafricaine                | AFR  | 14 juin 2014      | 15 mars 2015     | ONU | UE    | Mission de sécurisation de la zone de Bangui,. |
| Barkhane                      | Burkina Faso Mali Mauritanie Niger Tchad | AFR  | 1er août 2014     | 9 novembre 2022  |     | FRA   | Opération au Sahel, succédant, en juillet 2014 aux opérations Serval et Épervier. Un effectif de 5 000 militaires est déployé au sol pour faire face à la menace terroriste au Nord-Mali en appuyant les forces de la MINUSMA et du G5 Sahel. |
| enhanced Air Policing         | Estonie, Lituanie et Lettonie            | EUR  | 2014              |                  |     | OTAN  | Mission de police du ciel dans les pays baltes visant à garantir l'intégrité de l'espace aérien Balte. |
| EUMAM RCA                     | République centrafricaine                | AFR  | 16 mars 2015      | 15 juillet 2016  | ONU | UE    | Faisant suite à EUFOR RCA. |
| Chammal / Inherent Resolve    | Irak Syrie                               | MOY  | 19 septembre 2014 |                  | ONU | MULTI | Opération contre l'organisation État islamique lancée en septembre 2014 en Irak dans le cadre d'une coalition internationale, puis étendue à la Syrie le 27 septembre 2015.                                                                   |
| EUNAVFOR MED opération Sophia | Mer Méditerranée                         | AFR  | 22 juin 2015      | 31 mars 2020     |     | UE    | Opération maritime pour lutter contre les trafics de migrants en Méditerranée centrale. |
| Sirli                         | Égypte                                   | AFR  | 13 février 2016   |                  |     | FRA   | Opération de renseignement menée par la Direction du renseignement militaire pour détecter d'éventuelles menaces terroristes venues de Libye.                                                                                                 |
| eFP Lynx                      | Estonie et Lituanie                      | EUR  | 9 juillet 2016    |                  |     | OTAN  | Renforcement de la posture dissuasive et défensive de l’Alliance OTANienne. |
| EUTM RCA                      | République centrafricaine                | AFR  | 16 juillet 2016   |                  | ONU | UE    | Faisant suite à EUMAM RCA. |

### Opérations engagées parEmmanuel Macron
| Opération                         | Pays                                                  | Rég. | Début            | Fin               | ONU | Exéc. | scope=col Notes |
| --------------------------------- | ----------------------------------------------------- | ---- | ---------------- | ----------------- | --- | ----- | --- |
| Hamilton                          | Syrie                                                 | MOY  | 14 avril 2018    | 14 avril 2018     |     | MULTI | Opération lancée avec les États-Unis et le Royaume-Uni contre le régime du président Bachar el-Assad en réaction à l'attaque chimique de Douma. |
| Takuba                            | Mali                                                  | AFR  | 22 janvier 2020  | 10 novembre 2022  |     | MULTI | Mission de formation et d'assistance technique aux forces maliennes. |
| Agénor : EMASoH                   | Golfe Persique                                        | MOY  | 5 février 2020   |                   |     | MULTI | Agénor, volet militaire de la Mission européenne de surveillance maritime dans le détroit d’Ormuz (EMASOH) soutenue par 8 pays européens,. |
| EUNAVFOR MED Irini                | Mer Méditerranée                                      | AFR  | 31 mars 2020     |                   | ONU | UE    | Opération aéronavale pour faire respecter l'embargo sur les armes imposé à la Libye. |
| Amitié                            | Liban                                                 | MOY  | 4 août 2020      | 23 septembre 2020 |     | FRA   | Opération pour venir en aide au Liban faisant suite à l'explosion survenue dans le port de Beyrouth,. |
| Apagan                            | République islamique d'Afghanistan                    | ASI  | 15 août 2021     | 27 août 2021      |     | FRA   | Opération d'évacuation de ressortissants français et afghans, faisant suite à la prise de contrôle du pays par les Talibans. |
| EUTM Mozambique                   | Mozambique                                            | AFR  | 15 octobre 2021  |                   |     | UE    | Mission de formation des forces armées du Mozambique. |
| Al-Saqr                           | Émirat arabes unis                                    | MOY  | 4 février 2022   | 30 juin 2022      |     |       | Opération faisant suite aux attaques aériennes houthistes. |
| Aigle                             | Roumanie                                              | EUR  | 28 février 2022  |                   |     | OTAN  | Posture dissuasive et défensive de l’Alliance OTANienne face à la Russie. |
| Antarés                           | Europe                                                | EUR  | 9 septembre 2022 |                   |     | FRA   | Déploiement du Groupe Aéro-Naval. |
| CTF 150 /Combined Maritime Forces | Océan Indien, golfe Persique, mer Rouge, golfe d'Aden | MOY  | Novembre 2022    |                   |     | MULTI | Missions de lutte contre le trafic de stupéfiants dans le Nord-Est de l'Océan Indien. |
| Forces françaises au Sahel (FFS)  | Niger Tchad                                           | AFR  | 10 novembre 2022 | 30 janvier 2025   |     | FRA   | S'inscrivant dans la suite de l'opération Barkhane, le dispositif des éléments français de partenariat au Sahel repose sur une logique de partenariat avec les principaux pays de la Bande sahélo-saharienne (BSS). Les 3 000 militaires français les appuient dans la lutte contre les groupes armés terroristes aux côtés de leurs partenaires européens et nord-américain. |
| EUMAM Ukraine                     | Union européenne                                      | EUR  | 15 novembre 2022 |                   |     | UE    | Mission d'assistance militaire en soutien à l'Ukraine. |
| enhanced Vigilance Activities     | Pologne, Bulgarie, Roumanie et Croatie                | EUR  | 24 février 2023  |                   |     | OTAN  | Missions de défense aérienne du flanc oriental de l’Alliance atlantique. |
| Sagittaire                        | Soudan                                                | AFR  | 22 avril 2023    | 28 avril 2023     |     | FRA   | Opération d'évacuation de ressortissants français et étrangers du Soudan à la suite du conflit soudanais de 2023, |
| EUNAVFOR Aspide                   | Mer Rouge                                             | MOY  | 19 février 2024  |                   |     | UE    | Mission européenne pour la protection du trafic maritime international en mer Rouge, à la suite des attaques par les Houthis. |